# Brasil Tennis Cup
Brasil Tennis Cup byl profesionální tenisový turnaj žen hraný v jihobrazilském Florianópolisu, hlavním městě státu Santa Catarina, ležícím na ostrově. Řadil se do kategorie WTA International Tournaments a byl založen v roce 2013.
Turnaj probíhal v místním tenisovém klubu na otevřených dvorcích s tvrdým povrchem. Výjimkou se stal ročník 2015, kdy se hrálo na antuce. Poslední ročník se konal v letní části ženské sezóny během srpna. Do soutěže dvouhry nastupovalo třicet dva tenistek a čtyřhry se účastnilo šestnáct párů. Rozpočet činil 250 000 dolarů.
Před sezónou 2013 byl hrán ve Florianópolisu ženský turnaj nižší úrovně v rámci okruhu ITF. Z kalendáře ženského okruhu vypadl po dohrání WTA Tour 2016.

## Přehled finále

### Dvouhra
| Rok  | Vítězka               | Finalistka          | Výsledek      |
| 2016 | Irina-Camelia Beguová | Tímea Babosová      | 2–6, 6–4, 6–3 |
| 2015 | Teliana Pereirová     | Annika Becková      | 6–4, 4–6, 6–1 |
| 2014 | Klára Zakopalová      | Garbiñe Muguruzaová | 4–6, 7–5, 6–0 |
| 2013 | Monica Niculescuová   | Olga Pučkovová      | 6–2, 4–6, 6–4 |

### Čtyřhra
| Rok  | Vítězky                                     | Finalistky                                        | Výsledek              |
| 2016 | Ljudmyla Kičenoková Nadija Kičenoková       | Tímea Babosová Réka Luca Janiová                  | 6–3, 6–1              |
| 2015 | Annika Becková Laura Siegemundová           | María Irigoyenová Paula Kaniová                   | 6–3, 7–6(7–1)         |
| 2014 | Anabel Medina Garrigues Jaroslava Švedovová | Francesca Schiavoneová Sílvia Solerová Espinosová | 7–6(7–1), 2–6, [10–3] |
| 2013 | Anabel Medina Garrigues Jaroslava Švedovová | Valeria Savinychová Anne Keothavongová            | 6–0, 6–4              |